# Spoorlijn 47A
Spoorlijn 47A was een Belgische spoorlijn die Vielsalm met Born verbond. De lijn was 23,0 km lang.

## Geschiedenis
Spoorlijn 47A is door de Duitsers voor militaire doeleinden aangelegd tijdens de Eerste Wereldoorlog en in december 1917 in dienst gesteld. De lijn kende een aantal indrukwekkende viaducten: bij Born en bij Hermanmont. Oorspronkelijk was de lijn dubbelsporig. In 1931 werd de lijn op enkelspoor gebracht.
Op 10 mei 1940 werd het viaduct van Hermanmont door het Belgisch leger opgeblazen. Het is nooit weer opgebouwd. Na de Tweede Wereldoorlog werd de lijn buiten dienst gesteld en opgebroken. Alleen op het baanvak Vielsalm - Vielsalm-Sous-Bois bleef nog goederenvervoer tot 1972. Dit laatste restant, dat ook als spoorlijn 220 heeft bestaan, is in 1975 opgebroken.
Van deze spoorverbinding bleven nog de imposante getuigen in het landschap over: een pijler van het viaduct van Hermanmont bij Vielsalm en het betonnen "Von Korff"-viaduct in Born.
Grote delen van het traject tussen Vielsalm en Recht zijn sinds 2015 heraangelegd als RAVeL-fietspad.

Viaduct van Hermanmont: van de destructie 1940 tot vandaag, zicht van Zuid

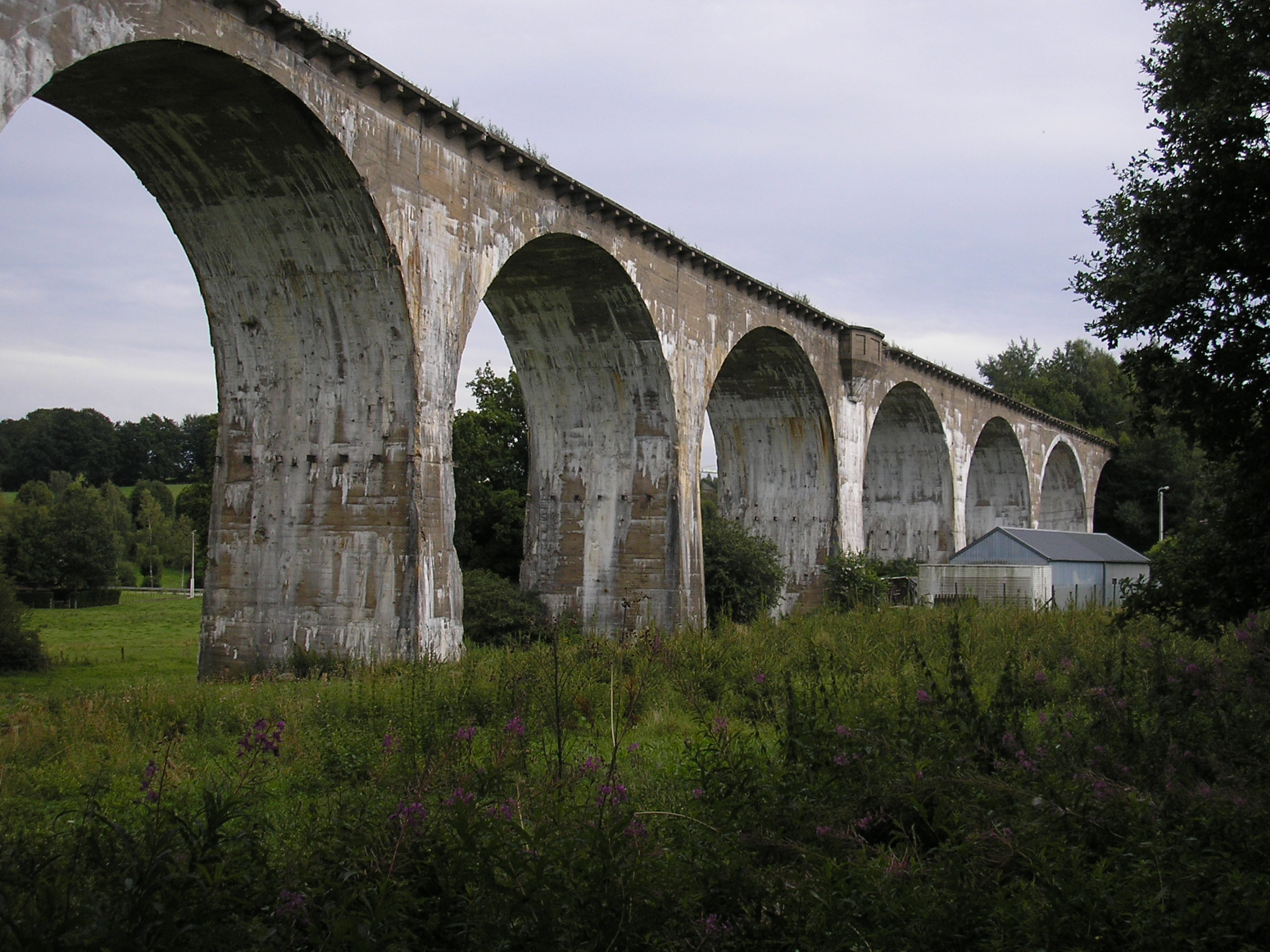
Von Korff viaduct te Born (2008)

## Aansluitingen
In de volgende plaatsen was er een aansluiting op de volgende spoorlijnen:
Vielsalm / Y Vielsalm
Spoorlijn 42 tussen Rivage en Gouvy
Born
Spoorlijn 48 tussen Stolberg en Sankt-Vith